# Ban-sur-Meurthe-Clefcy
Ban-sur-Meurthe-Clefcy – miejscowość i gmina we Francji, w regionie Grand Est, w departamencie Wogezy.
Według danych na rok 1990 gminę zamieszkiwało 260 osób, a gęstość zaludnienia wynosiła 20 osób/km² (wśród 2335 gmin Lotaryngii Ban-sur-Meurthe-Clefcy plasuje się na 787. miejscu pod względem liczby ludności, natomiast pod względem powierzchni na miejscu 422.).